# Palaeopsylla copidophora
Palaeopsylla copidophora är en loppart som beskrevs av Peus 1977. Palaeopsylla copidophora ingår i släktet Palaeopsylla och familjen mullvadsloppor. Inga underarter finns listade i Catalogue of Life.